# Gornja Poljana
Gornja Poljana is een plaats in de gemeente Varaždinske Toplice in de Kroatische provincie Varaždin. De plaats telt 287 inwoners (2001).